# Langer See (Karlstein am Main)
Der Lange See oder Langensee ist ein als Naturdenkmal ausgewiesener kleiner See bei Karlstein am Main im Landkreis Aschaffenburg in Bayern.

## Geographie

### Lage
Der Lange See liegt im Vorspessart auf der Gemarkung des Ortsteils Großwelzheim an der Bundesstraße 8, in der Nähe des Sportplatzes im Großwelzheimer Tannenwald. Er gehört zur Kahler Seenplatte und befindet sich im Landschaftsschutzgebiet in den Gemarkungen Kahl am Main und Alzenau in Unterfranken. Im See liegen heute zwei kleine Inseln.

## Geschichte
Ursprünglich hatte der Lange See eine Wasserfläche von mehr als neun Hektar. Er reichte von der jetzigen B 8 bis zur heutigen Siedlung Kimmelsteich, wo er an den namensgebenden Kimmelsteich angrenzte. Er war bei einer Vermessung im Jahr 1850 über 800 m lang und etwa 100 m breit. Man nannte ihn aufgrund seiner Form den Langen See. Derzeit beträgt die Wasserfläche des Sees nicht einmal mehr 0,5 ha, die Länge 140 m und die Breite 30 m. Eine Vielzahl von Faktoren wirkten zusammen, dass der Lange See so erheblich schrumpfte.
Der Lange See ist ein Reststück einer der vielen Urmainschleifen. Diese Mainschlinge begann beim heutigen Ort Kleinostheim und führte durch die Haggrabensenke und das Lindig. Der frühere Main umfloss das heutige Ortsgebiet von Großwelzheim und erreichte etwa an der Kahlmündung sein heutiges Flussbett. Der Lange See und der heute nicht mehr bestehende Seligensee sowie der Kimmelsteich sind Überreste aus dieser Zeit. Zwischen allen drei Seen, wovon der Lange See der größte war, bestand jahrzehntelang eine Verbindung.

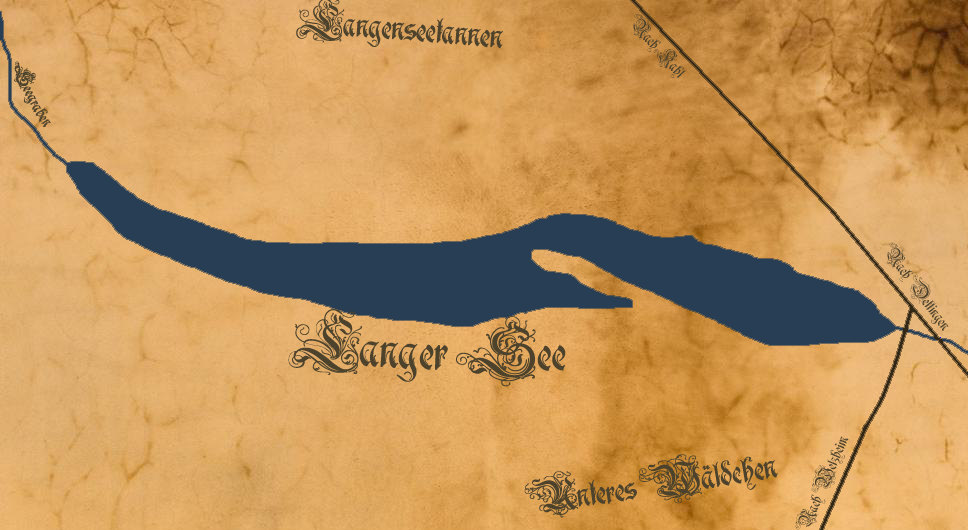
Der Lange See um 1850

Von 1827 bis 1865 wurde im Langen See Torf abgebaut. Der Abbau am Süd- und Westrand wurde bis auf die darunterliegende Kiesschicht vorgenommen. Dadurch verringerte sich der Wasserstand des Sees enorm. Der Lange See wurde ursprünglich aus Quellen im Ostteil gespeist. Ein weiterer noch wichtigerer Wasserzubringer war der Abfluss aus dem Seligensee. Dieser erhielt seinen Zufluss durch den Bachquellengraben von Hörstein kommend, der heute in den Forchbach umgeleitet wird. Der natürliche Abfluss des Langen Sees war der Seegraben, der zum Kimmelsteich führte.
Als 1905 der Tagebau Gustav I errichtet wurde, sank der Grundwasserspiegel und dadurch auch der Wasserspiegel des Langen Sees erneut. Er stand trotz des konstanten Zuflusses aus dem Seligensee kurz vor seiner endgültigen Verlandung. Mit dem Abraum des Tagebaus wurde der westliche, trocken gefallene Teil des Sees zugeschüttet. Es entstand die sogenannte „große Halde“, auch „Kipp“ genannt.
1925 wurde der Betrieb in der fast 40 m tiefen Grube Gustav eingestellt. Der Tagebau füllte sich mit Wasser. Dies hatte zur Folge, dass sich auch der Wasserspiegel des Langen Sees erholte. 1930 überflutete der erhobene Wasserstand den Sportplatz. Freiwillige Arbeiter gruben deshalb einen Ableitungsgraben in den Gustavsee und man plante den Rest des Langen Sees komplett mit Erdmaterial der großen Halde aufzufüllen. Dies konnte ein Naturschutzbeauftragter verhindern und den Seerest zum Naturschutzgebiet erklären.
In den Jahren 1942 bis 1960 erfolgte ein weiteres allmähliches Absinken des Wasserstandes. 1961 bis 1964 trocknete der Lange See komplett aus. Es blieb nur eine vertrocknete rissige Schlammfläche übrig. Die starken Niederschläge 1965 bis 1968 ließen den Wasserspiegel wieder ansteigen, jedoch mit der Trockenperiode ab 1970 und dem Rückbau der Schleuse Welzheim folgte wieder ein starkes Absinken und die Quellen im See versiegten endgültig.
Beim Bau der Kiesgrube Weiß (heute Großwelzheimer Badesee und Hörsteiner See), auf der gegenüberliegenden Seite der B 8, wurden Sicherungsmaßnahmen für den Erhalt des Frischwasserzulaufs aus dem Hörsteiner Graben geplant. Diese Maßnahmen wurden jedoch nicht verwirklicht und die Wassergrabenverbindung durch den Kieswerkbetreiber umgeleitet. Das oberflächliche Einzugsgebiet wurde dadurch irreparabel zerstört.

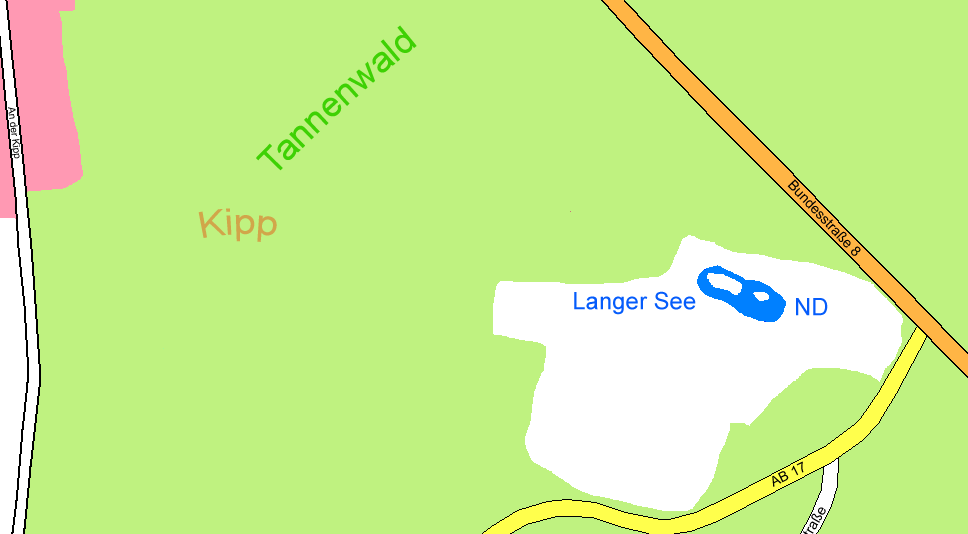
Der Lange See um das Jahr 2000

Im April 1970 ließ man den Seerest über einen Meter tief ausbaggern. Künstliche Kolken wurden geschaffen. Die Ausgrabung füllte sich auch wieder mit Wasser. In den Jahren 1977 und 1983 wurde der See noch weiter ausgegraben. Der Uferbereich erhielt eine standortgerechte Bepflanzung. Seerosen erblühten wieder. In den Jahren 2008 und 2009 wurde der See erneut saniert.
Die Straße Am Langen See am angrenzenden Sportplatz ist nach dem See benannt.

## Flora und Fauna
Der Lange See ist von Schilf, dem Indischen Springkraut und von weißen Seerosen bewachsen. Im und am See leben der Moorfrosch, der Springfrosch, der Laubfrosch, die Knoblauchkröte und die Zebraspinne. Im ursprünglichen See konnte auch der seltene blaue Wasserfrosch beobachtet werden. Nach der zeitweiligen Verlandung des Langen Sees sind diese jedoch verschwunden.